# Синхронна комуникация
Всички форми на словесно и несловесно синхронно разменяне на информация между двама или повече участника, намиращи се в сходни и несходни условия на средата.
Синхронната комуникация (СК) (на английски: Synchronous communication) е вид комуникация, в която участниците изпращат и получават информация по едно и също време. Тя може да се дефинира и като комуникация между двама или повече души, която се осъществява в реално време, посредством използването на виртуална или електронна система.
Вербалните разговори между двама или повече души (телефонен разговор, дискусия по време на учебен час и т.н.), размяната на информация посредством софтуер за обмяна на моментални съобщения (по-известен като чат), попълването на онлайн форми в уеб сайтове, обменът на информация с бази от данни – всички тези дейности са примери за СК. Изобщо, всички средства и системи, които позволяват участниците в комуникацията да си разменят пряко информация, могат да се определят като синхронни. В телекомуникациите синхронната комуникация е начин на размяна на данни между две или повече устройства, използващ синхронизиращ механизъм за осъществяне на комуникацията. В зависимост от метода и начина на синхронизация съществуват различни видове синхронна комуникация.

## Синхронизация по време
Използва се най-вече при комуникация между цифрови и аналогови устройтва. За целта устройствата се договорят по предварително определен механизъм през какъв период от време ще предават информация, като на определени интервали часовниците на всички устройства участващи в комункацията се сверяват от контролен сигнал. Пример за такава синхронна комункация са X.21 и FireWire интерфейси, Манчестър кодиране при Етернет и др.

## Синхронизация по скорост
При този вид синхронна комуникация, устройствата се договарят преди да се изгради комуникационен канал, какво е максималното количество данни което може да се предава на веднъж. Пример е изграждането на връзка с конзолен порт на рутер.
СК може да се раздели още на:
- бърза – аудио/видео конференции, телефонни разговори;
- бавна – текстово базираните чатове, „бели дъски“. Примери са ICQ, Skype и др.

В обучението синхронната и асинхронната комуникация се използват съвместно. Обучение, което не използва тези две форми на взаимодействие между учащ-преподавател и учащ-учащ, е трудноосъществимо. Средствата за СК се използват често в обучението от разстояние, защото позволяват да се създадат виртуални класни стаи, където обучаемите могат да задават въпроси, да дискутират. Тези средства спомагат за осъществяването на групови задания, дори когато учащите не са на едно и също географско място. Използвайки чат или друга форма на СК, обучаемите могат да си помагат един на друг. В процеса на СК обучаемият е зависим от това дали ще разбере презентацията или дискусията по време на тяхното провеждане, зависим е и от воденето на добри записки или от това дали има добра памет. Поради последното днес повечето платформи за СК позволяват не само непосредствено взаимодействие между физически отдалечени лица, но предлагат възможности обменената информация да бъде записана на диск или друг носител и да бъде предоставена и на други хора.